# Bistum Kibungo
Das Bistum Kibungo (lat.: Dioecesis Kibungensis) ist eine in Ruanda gelegene römisch-katholische Diözese mit Sitz in Kibungo.

## Geschichte
Das Bistum Kibungo wurde am 5. September 1968 durch Papst Paul VI. mit der Apostolischen Konstitution Ecclesiam sanctam aus Gebietsabtretungen des Erzbistums Kabgayi errichtet. Das Bistum Kibungo gab am 5. November 1981 Teile seines Territoriums zur Gründung des Bistums Byumba ab.
Das Bistum Kibungo ist dem Erzbistum Kigali als Suffraganbistum unterstellt.

## Bischöfe von Kibungo
- Joseph Sibomana, 1969–1992
- Frédéric Rubwejanga, 1992–2007
- Kizito Bahujimihigo, 2007–2010
  - Thaddée Ntihinyurwa, 2010–2013 (Apostolischer Administrator)
- Antoine Kambanda, 2013–2018, dann Erzbischof von Kigali
- Jean-Marie Vianney Twagirayezu, seit 2023